# Nauru i olympiska sommarspelen 2000
Nauru deltog i de olympiska sommarspelen 2000 med en trupp bestående av tre deltagare, två män och en kvinna, men ingen av landets deltagare erövrade någon medalj.

## Friidrott
Herrarnas 100 meter
- Cherico Detenamo
  1. Omgång 1 - DNS (gick inte vidare)